# Palazzo del Belweder
Il palazzo del Belweder è una delle residenze ufficiali del presidente della Polonia, la struttura si trova a Varsavia. Il nome deriva dalla parola italiana  belvedere.
La celebrità del palazzo è stata notevolmente accresciuta da quando il palazzo è stato scelto come marchio di una nota premium vodka, la Belvedere.